# Szatałowo (obwód smoleński)
Szatałowo (ros. Шаталово) – wieś (ros. деревня, trb. dieriewnia) w zachodniej Rosji, centrum administracyjne osiedla wiejskiego Szatałowskoje rejonu poczinkowskiego w obwodzie smoleńskim.

## Geografia
Miejscowość położona jest nad rzeką Swiecza, przy drodze federalnej R120 (Orzeł – Briańsk – Smoleńsk – Witebsk), 7,5 km od centrum administracyjnego rejonu (Poczinok), 56,5 km od stolicy obwodu (Smoleńsk).
Nie ma wyraźnych granic między miejscowościami Szatałowo a Szatałowo-1 – są praktycznie połączone ze sobą.

## Demografia
W 2010 r. miejscowość liczyła sobie 3008 mieszkańców, przy czym w danych uznano osiedle Szatałowo-1 jako część dieriewni. Według danych z roku 2015 uwzględniające odrębność miejscowości Szatałowo posiadało tylko 549 mieszkańców (Szatałowo-1 – 2035).